# نشان‌های بزرگراه

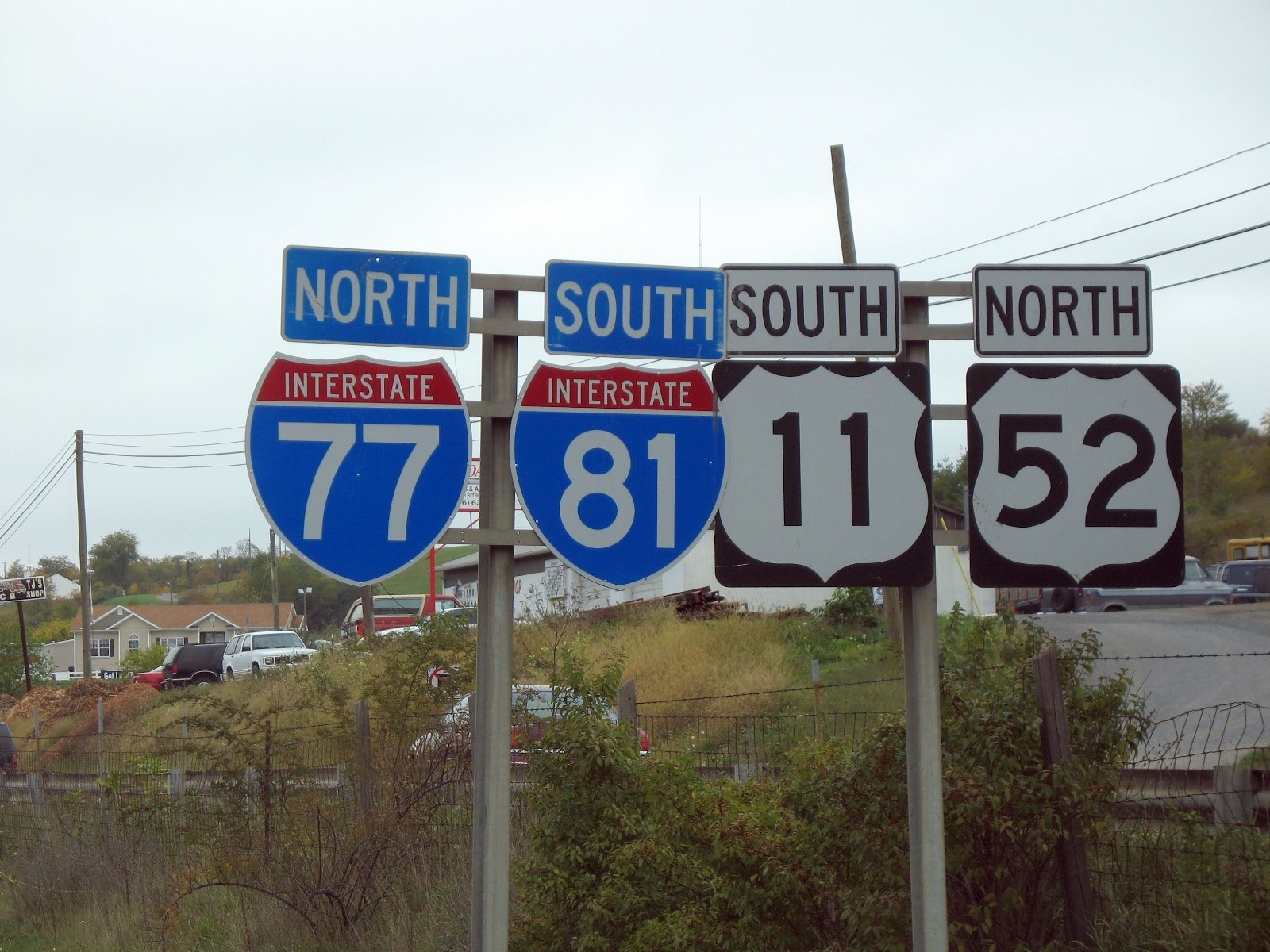
چهار نشان متفاوت بزرگراهی در ایالت متحده آمریکا

نشان‌های بزرگراه (انگلیسی: Highway shield) به نشان‌هایی گفته می‌شود که در بزگراه‌های ایالات متحده نصب می‌شود و نشانگر چگونگی بزرگراه می‌باشد.